# Скалівська сільська рада
| Скалівська сільська рада — колишній орган місцевого самоврядування у Новоархангельському районі Кіровоградської області з адміністративним центром у с. Скалева. Сільській раді підпорядковані населені пункти: - с. Скалева - с. Голубенка |

## Склад ради
Рада складається з 14 депутатів та голови.

### Керівний склад ради
| ПІБ                   | Основні відомості                                                 | Дата обрання | Дата звільнення |
| --------------------- | ----------------------------------------------------------------- | ------------ | --------------- |
| Плюшко Валерій Якович | Сільський голова, 1951 року народження, освіта, безпартійний      | 26.03.2006   | 31.10.2010      |
| Плюшко Валерій Якович | Сільський голова, 1951 року народження, освіта вища, безпартійний | 31.10.2010   |                 |

Примітка: таблиця складена за даними джерела

## Населення
Згідно з переписом УРСР 1989 року чисельність наявного населення сільської ради становила 808 осіб, з яких 357 чоловіків та 451 жінка.
За переписом населення України 2001 року в сільській раді мешкали 703 особи.

### Мова
Розподіл населення за рідною мовою за даними перепису 2001 року:
| Мова       | Відсоток |
| ---------- | -------- |
| українська | 97,72 %  |
| російська  | 1,42 %   |
| молдовська | 0,71 %   |
| білоруська | 0,14 %   |